# Soera Het Succes
Soera Het Succes is een soera van de Koran.
De soera is vernoemd naar de eerste aya waar over succes wordt gesproken dat God heeft laten behalen. Er wordt gesproken over de vrees voor God en over de woestijnbewoners, de bedoeïenen. Mohammed is volgens aya 29 de boodschapper Gods. Tevens legt deze aya een verband met de Thora en het Evangelie hoe de gelovigen herkend kunnen worden.

## Bijzonderheden
Het succes slaat op het Verdrag van Hoedaibiya dat met de Mekkanen gesloten werd. Het zou het begin zijn van de uiteindelijke overname van Mekka in 630. Fath betekent letterlijk opening, zoals de eerste soera, De Opening. Fath wordt in de Koran ook gebruikt bij de Slag bij Badr (Soera De Buit 19) en bij de overname van Mekka (Soera Het IJzer 10). Heden ten dage wordt fath ook gebruikt als term voor de opening van een bepaald land voor de islam.
De tekenen waaraan de gelovigen herkend kunnen worden is een markering op het voorhoofd, zoals genoemd in Deuteronomium 6:8 en 11:18. Moslims die met regelmaat de salat en de bijbehorende nederbuigingen verrichten krijgen een eeltplek op hun voorhoofd, de zogenoemde 'zabiba'. In de Hadith wordt er gesproken over moslims die in de hel vallen terwijl zij de brug over de hel proberen te passeren. De engelen zullen hen herkennen aan de zabiba en hen uit de hel halen. De gelijkenis van de gelovigen in verhouding tot het Evangelie wordt gemaakt middels het zaad dat tot wasdom komt; in dit verband valt te denken aan Mattheüs 13:1-26 of Marcus 4:1-9.
Aya 29 is een van de vijf passages van de Koran waarin de naam Mohammed voorkomt.